# Conus academicus
Espèce
Conus academicus est une espèce fossile de mollusques gastéropodes marins de la famille des Conidae.

## Taxonomie

### Publication originale
L'espèce Conus academicus a été décrite pour la première fois en 1928 par les malacologistes William Healey Dall et Washington Henry Ochsner dans « Proceedings of the California Academy of Sciences »,.